# Vareilles (Saône-et-Loire)
Pour les articles homonymes, voir Vareilles.
Vareilles est une commune française située dans le département de Saône-et-Loire, en région Bourgogne-Franche-Comté.

## Géographie
Vareilles fait partie du Brionnais. La commune est située à 5 km de La Clayette, à 18 km de Charolles et à 25 de Paray-le-Monial. La gare SNCF la plus proche est celle de La Clayette.

### Situation
La commune de Vareilles est située dans le département de Saône-et-Loire, l'arrondissement de Charolles et depuis 2015 dans le nouveau canton de Chauffailles considérablement agrandi. Elle relevait jusqu'alors du canton de La Clayette aujourd'hui supprimé. Elle a pour voisines sept autres communes. Son territoire est un parallélogramme approximatif un peu plus étiré en longitude (3,8 km) qu'en latitude (3,4 km) et dont le périmètre est long d'un peu plus de plus 13 km.

### Communes limitrophes
Au nord, Vareilles confine sur 3,3 km avec Amanzé, au nord-est sur 1,32 km avec Saint-Symphorien-des-Bois, à l'est avec Baudemont sur 2,78 km, au sud avec Saint-Laurent-en-Brionnais sur 3,1 km. À l'ouest, le contact est plus étroit avec Vauban, Saint-Christophe-en-Brionnais et Oyé sur respectivement 600 mètres, 1,5 km et 500 mètres. Les limites de la commune sont presque entièrement artificielles, ce dont témoigne la rectitude de certaines portions du bornage (jusqu'à 700 mètres au nord-est). À l'est seulement sur un peu moins d'un kilomètre, un petit cours d'eau, le ru de Petna, est le seul accident naturel caractérisé formant frontière (avec Baudemont). À l'ouest pourtant sur les collines qui constituent l'interfluve ruisseau des Barres-Bezo courent, mais d'une manière assez confuse, les limites entre Vareilles d'une part Vauban et Saint-Christophe d'autre part.

### Morphologie du territoire communal
Le Brionnais est par excellence un pays de bocage et le territoire municipal de Vareilles en présente toutes les caractéristiques : prédominance des herbages, parcelles de forme irrégulière et de taille inégale encloses de haies vives, habitat dispersé et réseau serré de chemins ruraux. Dans ce type de paysage la répartition de la population multiple les écarts - plus d'une vingtaine dans la commune - et les fermes isolées.
Le sillon que creuse le Ruisseau des Barres, gouttière orientée nord-nord-ouest - sud-sud-est, divise le territoire communal de Vareilles en deux parties d'inégale superficie. Le compartiment oriental, le plus vaste, s'étend sur 5,5 km2. C'est un plan incliné d'ouest en est remodelé par l'érosion fluviatile en petites collines (Montgiraud, Bois de Cru, Bois du Cernes, Bois de Fayolle, ces deux derniers dominant le bourg de Vareilles) se raccordant sans fortes pentes avec des vallons très évasés. Tout à fait au sud-ouest à la limite de Vauban l'une de ces collines porte à 510 mètres le point culminant de la commune, une des altitudes parmi les plus élevées du pays brionnais, qui n'est surpassée que nettement plus à l'ouest sur les communes de Saint-Julien-de-Jonzy et de Sainte-Foy.
On se trouve déjà là sur le « toit » du bombement du Brionnais au nord duquel s'étend le pays charollais où les eaux courantes alimentent l'Arconce et la Bourbince et qui échappe au champ d'étude du Nord-Est roannais. Le compartiment oriental est à la fois moins étendu (3,1 km2) et moins élevé puisqu'il ne dépasse pas 447 m à l'extrême nord. Dans sa partie septentrionale, il prolonge le relief mamelonné de l'ouest de la commune (colline du Bois de la Ferrière) le vallon à peine creusé du Ruisseau des Barres naissant n'établissant pas une véritable coupure. En revanche sa partie méridionale s'étrangle entre ru de Petna et ruisseau des Barres dont le talweg s'encaisse et où les altitudes s'abaissent n'atteignant plus nulle part les 400 m. C'est à l'endroit où le ruisseau des Barres quitte la commune que se trouve à 361 m le point le plus bas de Vareilles.

### Géologie
L'alignement des reliefs dans le cadre de la commune laisse transparaître la structure sous-jacente par la double orientation varisque et armoricaine de plissements archéens.
La géologie place le territoire de Vareilles au sein de la longue écharpe de terrains sédimentaires qui s'étend entre la Bourbince de Charolles et le Sornin de La Clayette à l'ouest du massif cristallin du Beaujolais-clunisois. Ce sont des calcaires, marnes, schistes et grès dont le substrat est parcouru de failles. Apparaissent aussi au centre de la commune notamment dans les parages du bourg les colluvions argilo-sableuses dont on trouvera plus à l'ouest de larges épandages couvrant le bombement bourbonnais. Le fond de la vallée du Ruisseau des Barres est tapissé d'alluvions récentes, sables et graviers.
L'alignement des reliefs dans le cadre de la commune laisse transparaître la structure sous-jacente par la double orientation varisque et armoricaine.

### Hydrographie
Le ruisseau des Barres constitue presque à lui seul le système hydrographique de Vareilles. Il prend d'ailleurs sa source dans la partie nord de la commune à 405 m. d'altitude. Son bassin versant couvre 32 km2 et sa longueur totale de est de 9,4 km les trois premiers kilomètres étant compris à l'intérieur du territoire de Vareilles. Sa pente moyenne dans la commune est de 0,015 % (14,66 m/km exactement). Le modeste ru de Petna se contente de longer le territoire communal à l'est sur 1 km peu avant son confluent avec le Ruisseau des Barres.
Se trouvant incluse dans le bassin hydrographique de la rivière le Sornin la commune de Vareilles relève par sa géographie physique de la région roannaise tout en étant placée sur ses marges septentrionales.

### Agriculture et forêt
En dépit d'une régression de la part prise par l'agriculture par rapport à l'ensemble des activités économiques, phénomène commun aux campagnes de la région, ce secteur reste bien représenté à Vareilles. Le nombre des exploitations s'y est certes considérablement réduit au cours des dernières décennies ; il y en avait 20 en 1988, 12 en 2000, 13 en 2010, il en reste 6 actuellement. On compte ainsi dans la commune une exploitation pour 45 habitants soit une proportion plus forte que dans certaines communes environnantes (1 pour 49 à Chassigny-sous-Dun, 1 pour 88 à La Chapelle-sous-Dun mais plus faible qu'à Saint-Laurent-en-Brionnais, 1 pour 25 et qu'à Vauban, 1 pour 23).
La surface agricole utile totale - 777 ha - est aujourd'hui supérieure à ce qu'elle était précédemment et représente 90 % de la superficie de la commune soit une proportion plus forte que celle de Chassigny-sous-Dun (80 %) ou de La Chapelle-sous-Dun (67,5 %) mais plus faible qu'à Saint-Laurent-en-Brionnais (98 %).
La pédologie et le climat expliquent la part prépondérante des herbages : (461 ha soit 53 % de la SAU).
À l'instar des communes de la partie orientale du bombement brionnais, Vareilles présente un taux de boisement assez faible - 6,23 % - quoique supérieur à celui de certaines de ses voisines (Baudemont 1,81 %, Saint-Laurent-en-Br. 1,39 %) mais très éloigné des taux de la proche montagne beaujolaise (Ranchal 67 %) ou de l'Ouest brionnais (Semur 45 %). Les qualités pédologiques des sols sédimentaires, la modestie des altitudes et l'absence de rigueurs hivernales se sont conjuguées pour occasionner un défrichement précoce de ce territoire. Les secteurs boisés couvrant au total 54 ha, constitués dans l'ensemble d'essences mixtes, se rencontrent à proximité du bourg de part et d'autre du Ruisseau des Barres : le Bois Theuret, le Bois de la Ferrière, le Bois de la Cure, le Bois de Fayolle ( = de la Fée), Bois des Cernes ( = des Chênes) tandis que la partie orientale de la commune en est presque totalement dépourvue.

### Accès
Trois routes départementales desservent la commune la principale étant la D 989. Il s'agit d'un axe d'importance régionale reliant La Clayette à Marcigny en suivant le faîte brionnais d'est en ouest. Longue d'un peu plus de 4 km à travers la commune venant de Baudemont à l'est et allant vers Saint-Christophe-en-Brionnais à l'ouest, elle passe par le bourg. C'est là que se greffe sur elle la D 279 qui se dirige vers Oyé au nord (2,3 km sur la commune). Dans la partie occidentale de la commune se détache de la D 989 une autre route départementale — la D 158 — allant vers Amanzé au nord également (1,5 km sur la commune).
Vareilles a un accès aisé au chemin de fer à la différence de beaucoup de localités du Nord-Est roannais puisque la gare de La Clayette-Baudemont sur la ligne de Lyon à Paray-le-Monial ne se trouve qu'à 4 km. Plusieurs trains circulant dans les deux sens s'arrêtent chaque jour dans cette gare.
La ligne TGV de Paris à Marseille peut être rejointe en direction de Lyon et Marseille à la gare de Mâcon-Loché distante de 58 km de Vareilles ou en direction de Paris à celle de Montchanin - Le Creusot à 67 km.
L'aéroport le plus proche, celui de Lyon-Saint-Exupéry, se trouve à 128 km de la commune.

### Aire d'attraction
Sur le plan de la géographie humaine sa situation lui vaut d'être tiraillée entre la zone d'attraction de plusieurs villes. La relative proximité de l'aire urbaine roannaise qui rassemble plus de 100 000 habitants permet de comprendre que par son activité commerciale, la diffusion de sa presse, etc. son rayonnement se fasse sentir à l'extérieur du département dont elle est chef-lieu d'arrondissement, jusque donc dans le Brionnais en l'occurrence. Pour autant, le découpage administratif du pays joue son rôle et l'appartenance de la commune au département de Saône-et-Loire, outre la diffusion de la presse sud-bourguignonne, bénéficie notamment à la petite ville de Paray-le-Monial d'ailleurs très proche (26 km) commerçante, touristiquement attractive et disposant par son hôpital d'un bon équipement sanitaire.
En revanche, l'attraction de villes comme Charolles ou Mâcon est, pour des raisons différentes, plus limitée ; dans le cas de Charolles en dépit de son rôle de chef-lieu de l'arrondissement auquel appartient Vareilles, son faible poids démographique (2 800 hab.), dans le cas de Mâcon malgré son rôle de chef-lieu de département son relatif éloignement (60 km). Quant à Dijon, capitale régionale éloignée de 155 km, elle n'est pas susceptible de contrebalancer l'attraction de Lyon, la métropole du Centre-Est de la France, qui n'est éloignée de Vareilles que de moins de 100 km.

### Hameaux
A l'ouest du Ruisseau des Barres disposés selon leur altitude les lieuxdits sont : au-dessus de 450 mètres, le Bois du Cru, Chopaille, les Gonnets et En Revolle : entre 450 et 400 m, Saint-Albin, les Grandes Verchères, les Molières, En Fayolle, En Tannière, Montgiraud. L'ensemble formé par Saint-Albin-les Grandes Verchères est assez étoffé pour constituer un authentique hameau.
Sur la rive orientale du Ruisseau les lieux habités se trouvent tous à une altitude comprise entre 450 et 400 m : les Bassets, la Perrière, les Noues, les Bruyères, le Palet, le Plain, Ferrière, les Vignes, le Crot Cornet.
Le fond du vallon du Ruisseau des Barres réunit à une altitude inférieure à 400 m le Moulin, En Mistemagne, le Champ au Loup, le Cerne, les Carrières, la Boudure ainsi que, autour de 375–380 m, le bourg de la commune.
Plusieurs noms de lieux correspondent à des garennes boisées ou herbeuses non habitées comme En Saugerie, le Vignaud, le Grand Breuil, le Fromental dans la partie est, Pré Griziau et En Reux (« sur le ruisseau ») dans le vallon supérieur du Ruisseau es Barres.

### Climat
Pour des articles plus généraux, voir Climat de la Bourgogne-Franche-Comté et Climat de Saône-et-Loire.
En 2010, le climat de la commune est de type climat océanique dégradé des plaines du Centre et du Nord, selon une étude du Centre national de la recherche scientifique s'appuyant sur une série de données couvrant la période 1971-2000. En 2020, Météo-France publie une typologie des climats de la France métropolitaine dans laquelle la commune est exposée à un climat de montagne ou de marges de montagne et est dans la région climatique Centre et contreforts nord du Massif Central, caractérisée par un air sec en été et un bon ensoleillement.
Pour la période 1971-2000, la température annuelle moyenne est de 10,4 °C, avec une amplitude thermique annuelle de 16,3 °C. Le cumul annuel moyen de précipitations est de 933 mm, avec 12,1 jours de précipitations en janvier et 8,2 jours en juillet. Pour la période 1991-2020, la température moyenne annuelle observée sur la station météorologique de Météo-France la plus proche, « Briant », sur la commune de Briant à 9 km à vol d'oiseau, est de 11,7 °C et le cumul annuel moyen de précipitations est de 930,7 mm. 
La température maximale relevée sur cette station est de 40 °C, atteinte le 12 août 2003 ; la température minimale est de −14,7 °C, atteinte le 31 décembre 1996,,.
Les paramètres climatiques de la commune ont été estimés pour le milieu du siècle (2041-2070) selon différents scénarios d'émission de gaz à effet de serre à partir des nouvelles projections climatiques de référence DRIAS-2020. Ils sont consultables sur un site dédié publié par Météo-France en novembre 2022.

## Urbanisme

### Typologie
Au 1er janvier 2024, Vareilles est catégorisée commune rurale à habitat dispersé, selon la nouvelle grille communale de densité à sept niveaux définie par l'Insee en 2022.
Elle est située hors unité urbaine et hors attraction des villes,.

### Occupation des sols
L'occupation des sols de la commune, telle qu'elle ressort de la base de données européenne d’occupation biophysique des sols Corine Land Cover (CLC), est marquée par l'importance des territoires agricoles (89,8 % en 2018), une proportion sensiblement équivalente à celle de 1990 (90,3 %). La répartition détaillée en 2018 est la suivante : prairies (88,3 %), forêts (6,2 %), zones urbanisées (4 %), zones agricoles hétérogènes (1,5 %). L'évolution de l’occupation des sols de la commune et de ses infrastructures peut être observée sur les différentes représentations cartographiques du territoire : la carte de Cassini (XVIIIe siècle), la carte d'état-major (1820-1866) et les cartes ou photos aériennes de l'IGN pour la période actuelle (1950 à aujourd'hui).

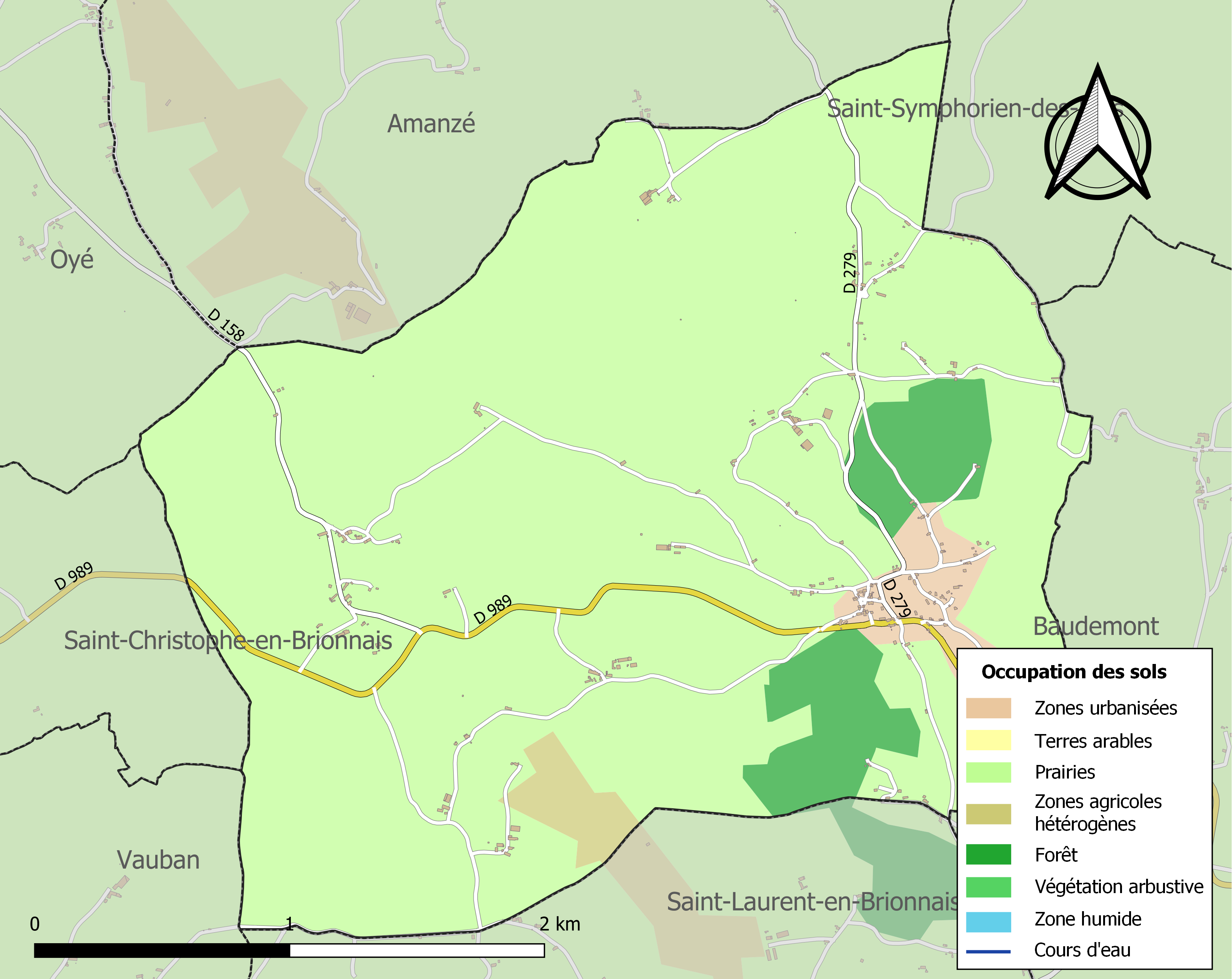
Carte des infrastructures et de l'occupation des sols de la commune en 2018 (CLC).

## Toponymie

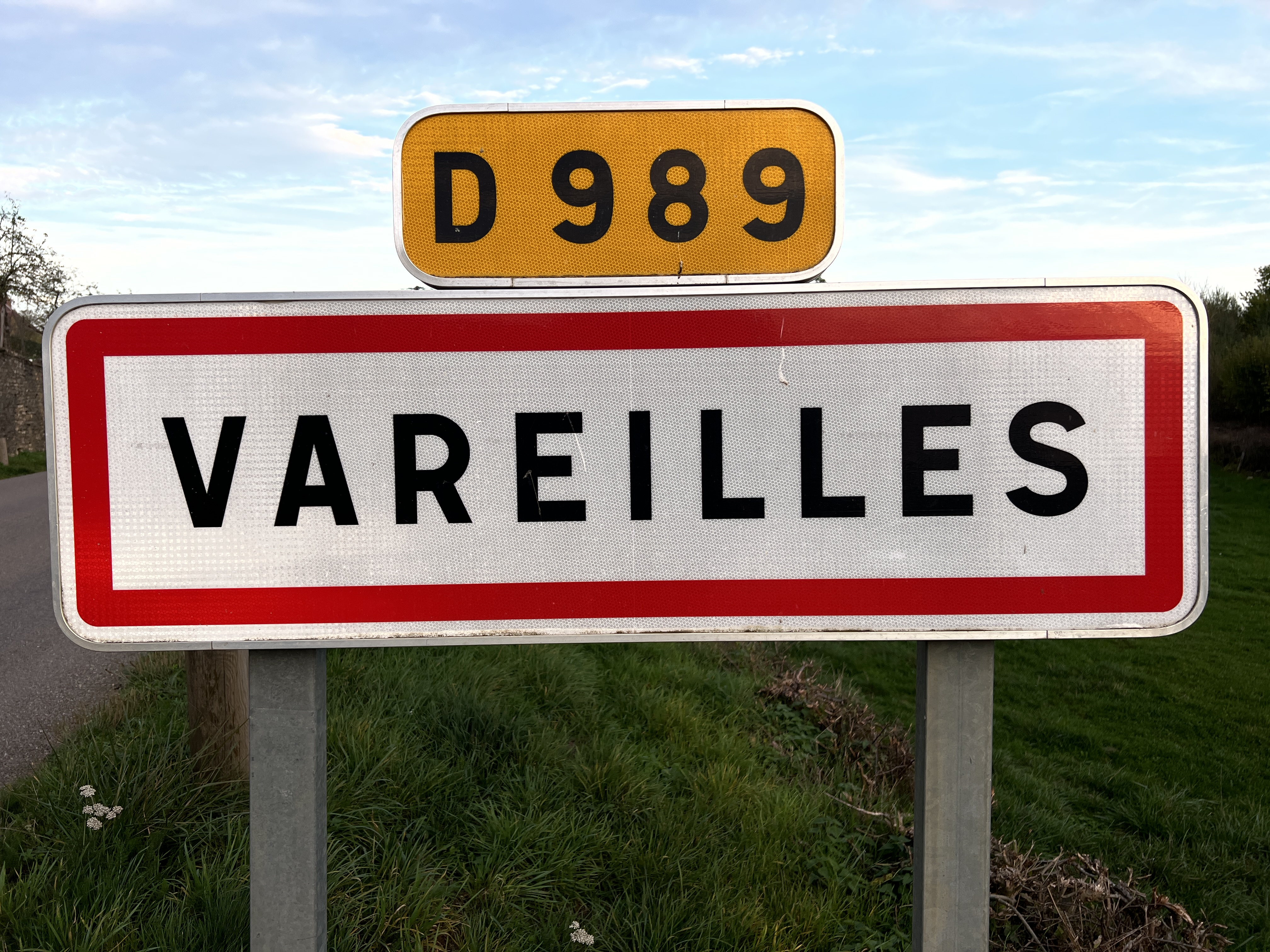
Panneau à l'entrée du village.

Le nom de la commune vient du latin « vallicula » ou « vallis » qui désigne une petite étendue de plaine alluviale. Sous l'ancien régime Vareilles faisait partie de l'archiprêtré de Bois-Sainte-Marie, et elle dépendait de la seigneurie de la Bazolles, marquisat de Drée.

## Histoire
L'histoire démographique de Vareilles a fait passer la commune par les trois phases que comporte classiquement l'évolution de la population des communes rurales de la région. Un épisode spécifique (rarement aussi manifeste dans d'autres communes) avait cependant été représenté initialement (puisque les premiers recensements réguliers datent de cette époque) par les conséquences des guerres de la Révolution et de l'Empire ; elles avaient entraîné une baisse de 16 % de la population de Vareilles.
La première phase « classique » a été marquée comme ailleurs à Vareilles au XIXe siècle par une croissance de la population qui a commencé ici tardivement et s'est terminée rapidement (dans la plupart de communes de la région elle couvre toute la première moitié voir les trois quarts du XIXe siècle. Pendant cette courte période de trente ans (1831-1861) la population n'avait augmenté que de moins de 10 % à Vareilles tandis qu'ailleurs elle avait souvent plus que doublé.
La seconde phase de cette histoire démographique a été caractérisée non moins classiquement par le déclin du nombre d'habitants. À Vareilles, sa double originalité réside à la fois dans sa durée exceptionnelle (commencée vers 1865, elle ne s'est terminée que voici une quinzaine d'années) mais aussi par sa faible ampleur relative. En un siècle et demi, la population municipale n'avait perdu « que » 65 % de ses effectifs alors que certaines communes de la proche montagne beaujolaise avaient connu une véritable hémorragie démographique perdant pour certaines d'entre elles les 4/5 de leur substance humaine. L'exode rural intervient pour une bonne part dans ce déclin s'agissant du moins du XIXe siècle ; c'est l'époque où la main d'œuvre rurale en sureffectif quitte les villages pour trouver à s'employer dans l'industrie des petites et grandes villes. Au XXe siècle s'y ajoutent l'effet des pertes humaines de la Grande Guerre et du fort ralentissement de la natalité. Il ne restait plus que 203 personnes à Vareilles en 2004.
À l'instar de ce qui s'est produit dans bien des localités rurales de la région, une reprise démographique s'est manifestée depuis quinze ans dans la commune qui a porté à 268 le nombre de Vareillois en 2017 soit une croissance non négligeable de 32 %.

## Politique et administration

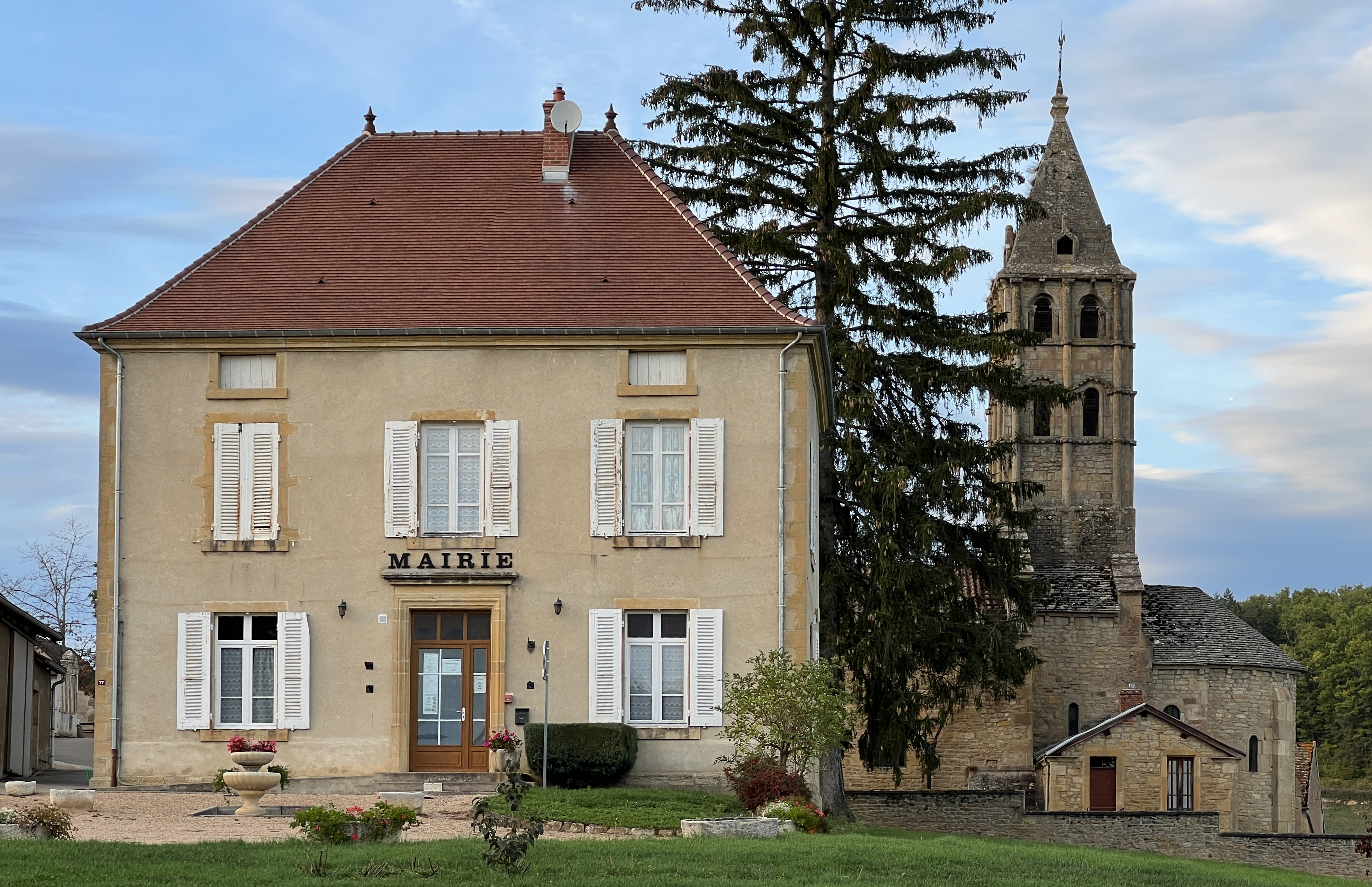
Mairie avec l'église en fond.

| Période                                  | Période  | Identité       | Étiquette | Qualité |
| ---------------------------------------- | -------- | -------------- | --------- | ------- |
| avant 1995                               | 1995     | Roger Ressot   |           |         |
| juin 1995                                | en cours | Pierre Mathieu |           |         |
| Les données manquantes sont à compléter. |          |                |           |         |

## Démographie
L'évolution du nombre d'habitants est connue à travers les recensements de la population effectués dans la commune depuis 1793. Pour les communes de moins de 10 000 habitants, une enquête de recensement portant sur toute la population est réalisée tous les cinq ans, les populations de référence des années intermédiaires étant quant à elles estimées par interpolation ou extrapolation. Pour la commune, le premier recensement exhaustif entrant dans le cadre du nouveau dispositif a été réalisé en 2004.

En 2022, la commune comptait 279 habitants, en évolution de +5,28 % par rapport à 2016 (Saône-et-Loire : −1,06 %, France hors Mayotte : +2,11 %).
| 1793 | 1800 | 1806 | 1821 | 1831 | 1836 | 1841 | 1846 | 1851 |
| ---- | ---- | ---- | ---- | ---- | ---- | ---- | ---- | ---- |
| 578  | 586  | 564  | 490  | 534  | 547  | 552  | 547  | 558  |

| 1856 | 1861 | 1866 | 1872 | 1876 | 1881 | 1886 | 1891 | 1896 |
| ---- | ---- | ---- | ---- | ---- | ---- | ---- | ---- | ---- |
| 538  | 578  | 528  | 533  | 544  | 472  | 491  | 467  | 440  |

| 1901 | 1906 | 1911 | 1921 | 1926 | 1931 | 1936 | 1946 | 1954 |
| ---- | ---- | ---- | ---- | ---- | ---- | ---- | ---- | ---- |
| 461  | 427  | 412  | 341  | 346  | 337  | 336  | 304  | 315  |

| 1962 | 1968 | 1975 | 1982 | 1990 | 1999 | 2004 | 2006 | 2009 |
| ---- | ---- | ---- | ---- | ---- | ---- | ---- | ---- | ---- |
| 298  | 297  | 324  | 288  | 244  | 216  | 203  | 197  | 232  |

| 2014 | 2019 | 2022 | - | - | - | - | - | - |
| ---- | ---- | ---- | - | - | - | - | - | - |
| 256  | 275  | 279  | - | - | - | - | - | - |

## Économie
Cinq des sept entreprises agricoles de la commune pratiquent l'élevage bovin de race charolaise en vue de la production de viande, activité conforme à la spécialité dominante dans la région. Trois d'entre elles sont situées à l'ouest du Ruisseau l'une au lieudit En Fayolle, une autre au lieudit En Revolle, la troisième à Saint-Albin ; le siège des deux autres à l'est étant pour l'une les Bassets pour l'autre Ferrière. Au lieudit les Noues une ferme se consacre à l'élevage laitier. Le cheptel bovin a connu une nette diminution depuis 30 ans. Il s'élevait à 578 têtes de bétail en 1988, 486 en 2000, 461 en 2010. Enfin au lieudit En Fayolle on trouve un élevage de chevaux.
Une entreprise de taille industrielle existe dans la commune ; établie au lieudit les Carrières elle relève du domaine des travaux publics et est spécialisée dans la construction des réseaux électriques et de télécommunications. Un plâtrier-peinte est établi au bourg et au lieudit les Noues se trouve un atelier d'activité décorative à partir de fleurs séchées.
Si le commerce en boutique n'est pas représenté à Vareilles s'y trouve à la Boudure une forme de commerce de gros liée à l'agriculture, en l’occurrence un commerce de bestiaux.
Un restaurant établi dans le bourg, récemment fermé, est à la recherche d'un repreneur.
Les activités d'hébergement ont leur place à Vareilles : au lieudit les Noues un terrain de camping et au lieudit les Bassets un gîte rural.
Deux coiffeuses à domicile exercent leur art dans la commune, l'une résidant au lieudit la Boudure, l'autre au lieudit les Vignes.

## Lieux et monuments
- Église Saint-Martin de Vareilles, se caractérise par son architecture romane initiée au XIe siècle. Le chœur et le clocher sont classés au titre des monuments historiques par arrêté du 14 octobre 1909.

## Personnalités liées à la commune
- Faustin Potain (1898-1968), industriel, fondateur des grues Potain, est né sur la commune.

## Galerie photos

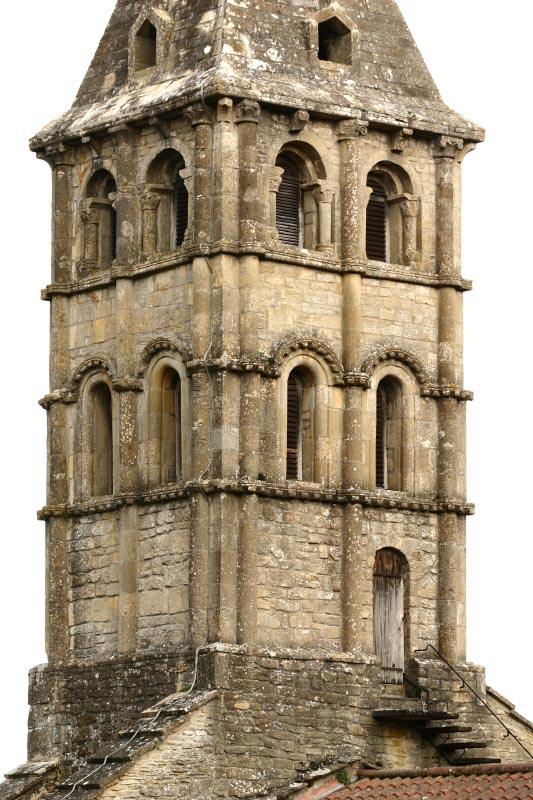
Église : clocher.
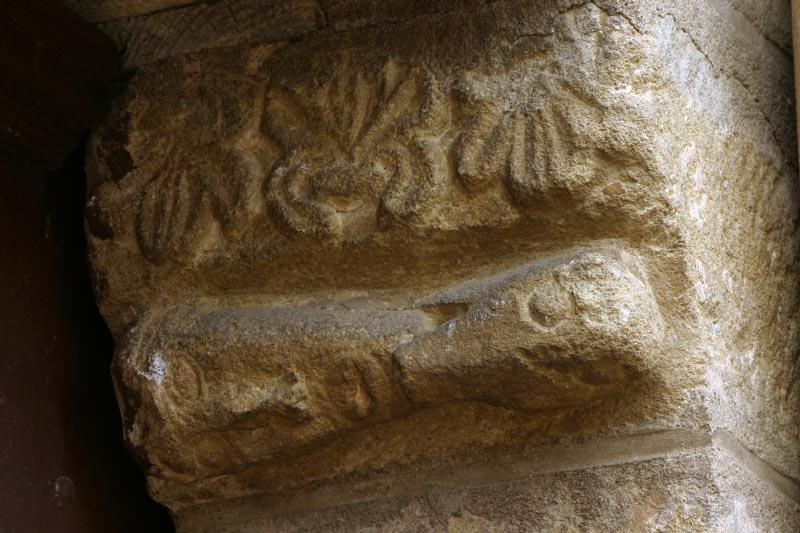
Église : sculpture du portail.
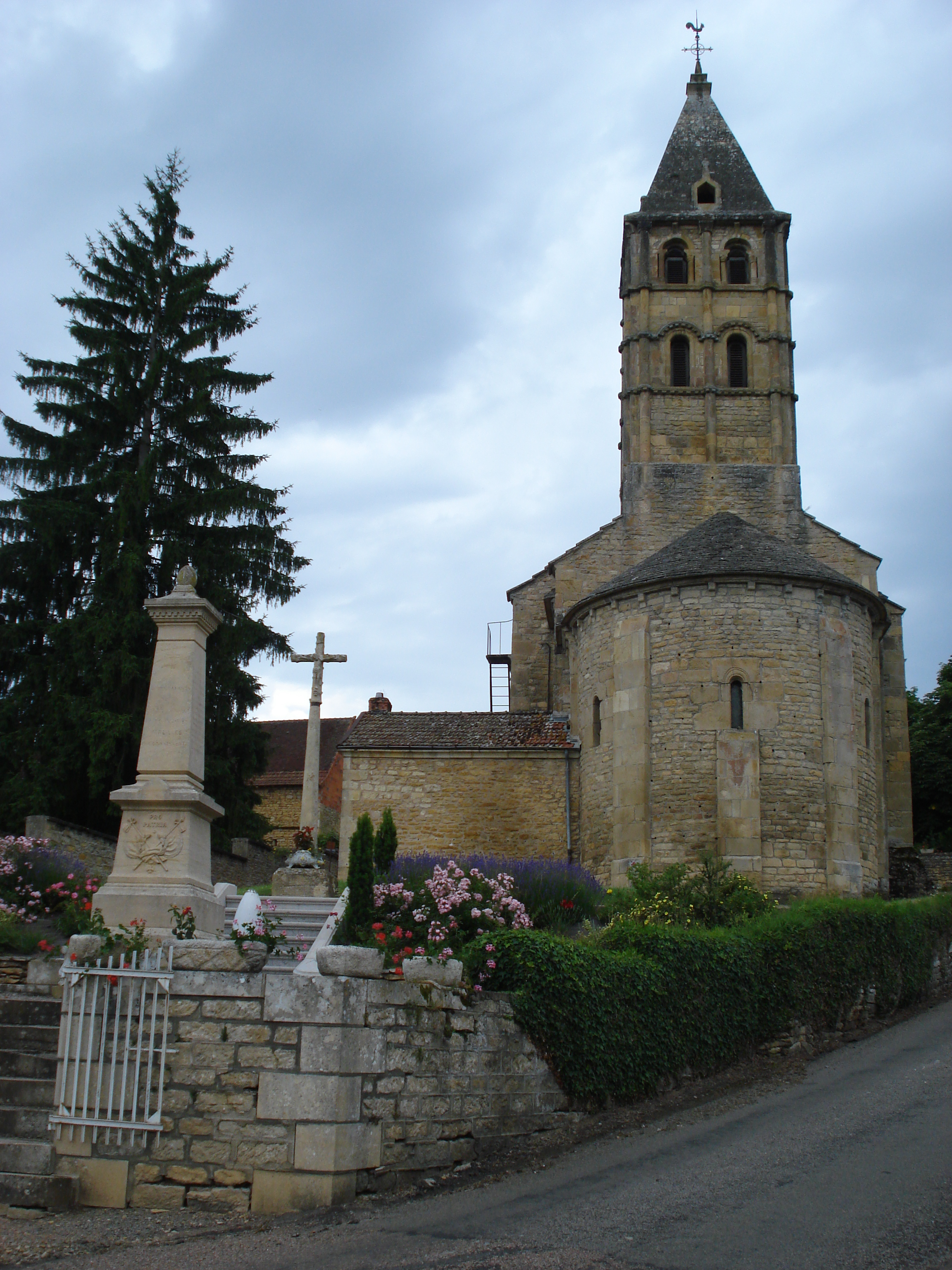
Le « vieux clocher » et le monument aux morts.
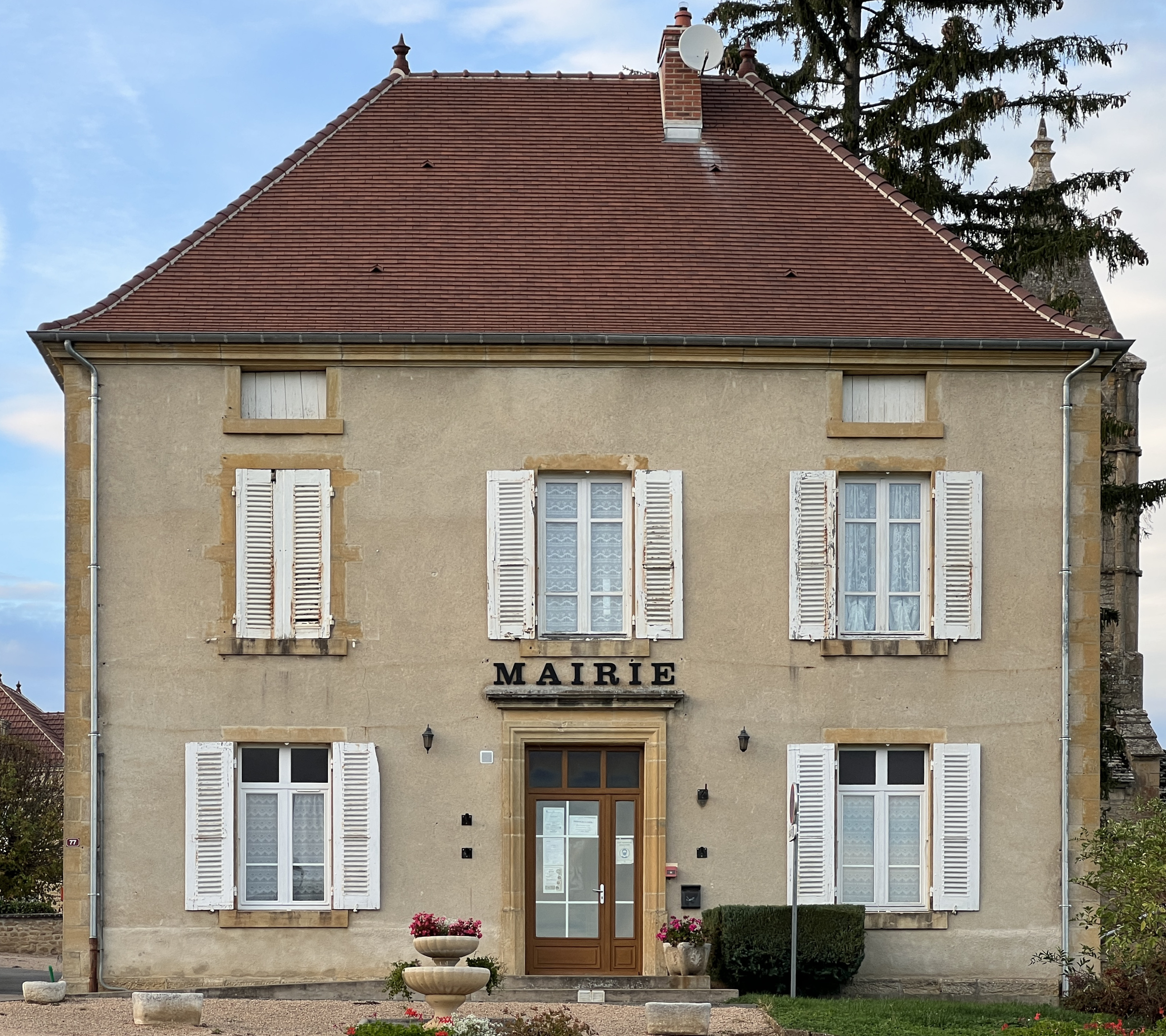
Mairie.

## Pour approfondir